# Administrationsprogramm
Ein Administrationsprogramm ist dazu da, dem Systemadministrator die Systemverwaltung zu vereinfachen, zu automatisieren, oder schlicht zu ermöglichen.

## Beispiele

### Im Open-Source-Segment bekannte Administrationsoberflächen
- YaST, das Administrationsprogramm von SUSE-Linux, welches mittlerweile nicht mehr der proprietären YaST-Lizenz, sondern der GPL unterliegt, weswegen es auch eine Umsetzung für Debian in einem noch frühen Stadium gibt, und welches SUSE-Linux und davon abgeleiteten Derivaten als essentielles Verwaltungstool beiliegt.
- Anaconda, das Administrationsprogramm von Red Hat Linux sowie davon abgeleiteten Linux-Distributionen, welches diesen von Haus aus als essentielles Verwaltungstool beiliegt
- Webmin mit diversen Plugins und den bekannten Zusatzprogrammen Usermin und Virtualmin für Einzelrechner sowie Cluster mit Linux, OpenBSD, NetBSD, FreeBSD, HP-UX, Solaris, AIX, Mac OS X und diversen anderen unixoiden Betriebssystemen
- diverse SNMP-basierte Lösungen, die meist auf spezielle Teilgebiete abzielen wie z. B. Hardware- und Softwareinventarisierung und -Monitoring, oder Netzwerkdokumentation (Beispiele: Scotty, openNMS, procabs)
- CMDBs und IT-Dokumentationen wie das webbasierte i-doit mit Schnittstellen zu anderen Open Source IT-Service-Management Tools wie Nagios oder Request Tracker

### Im Closed-Source-Segment angesiedelt
- HP OpenView mit untergeordneten Softwarekomponenten für Unix-Systeme, Mainframes, Linux-Systeme und Microsoft Windows
- IBM Tivoli mit diversen spezifischen Softwareerweiterungen für Mainframes, AIX-basierte sowie andere Unix-Systeme und Microsoft Windows
- Microsoft Management Console plus zusätzliche Plugins, die hier Snap-Ins genannt werden, vor allem in Kombination mit dem Systems Management Server im Windows-Bereich gängig, da die MMC bereits von Windows 2000 und höheren Versionen mitgeliefert wird.
- Plesk, primär im Bereich Webserver-Verwaltung angesiedelt
- Confixx, ebenfalls primär zur Webserver-Verwaltung eingesetzt